# قلندری (تفت)
قلندری (تفت)، روستایی از توابع بخش نیر شهرستان تفت در استان یزد ایران است.
روستای قلندری با ۷۴ نفر با ۳۵ خانوار جمعیت ساکن یکی از روستاهای پویا وزنده بخش نیر است که در مسیر مواصلاتی سهر نیر وبخش گاریزات قرار گرفته است.قنات این روستا قدمت بیش از ۲۰۰۰ ساله دارد ومتعلق بوده به زرتشتی هایی که در ضلع شمالی دهستان سخوید زندگی میکردند . روستای قلندری از شمال به روستای نورآباد محدود میشود واز جنوب به قلعه مزرعه حاجی یوسف.روستای فرهنگ آباد.روستای محمدآباد.واز شرق به جاده آسفالته ورودی.وقنات روستای چاهسرخ واز غرب به رودخانه رودبزان
این روستا ۸۴ هکتار اراضی تحت پوشش دارد وشغل عمده مردم این روستا کشاورزی ودامداری است.مردمی خونگرم ومیهمان نواز دارد
روستای قلندری در فصل بهار بخصوص تیر وخرداد دیدنی تر میشود دشت گندم ومزرعه آفتاب گردان این روستا زیبایی های خاص وویژه ای به این روستا م یبخشد که چشم هر بیننده ای را به خودش جذب میکند.

## جمعیت
این روستا در دهستان سخوید قرار دارد و براساس سرشماری مرکز آمار ایران در سال ۱۳۸۵، جمعیت آن ۵۴ نفر (۱۹خانوار) بوده‌است.